# Sylwia Rutkiewicz
Sylwia Rutkiewicz (* 9. November 1973) ist eine polnische Badmintonspielerin. 

## Karriere
Sylwia Rutkiewicz gewann 1990 noch als Junior ihre erste nationale Medaille bei den Titelkämpfen der Erwachsenen. 1994 folgte der erste Titelgewinn im Damendoppel, 1996 ein weiterer im Mixed.

## Sportliche Erfolge
| Saison | Veranstaltung                          | Disziplin   | Platz | Name                                                                    |
| ------ | -------------------------------------- | ----------- | ----- | ----------------------------------------------------------------------- |
| 1990   | Polnische Einzelmeisterschaften        | Damendoppel | 3     | Monika Lipińska / Sylwia Rutkiewicz (Wilga Garwolin / Azs Uw Warszawa)  |
| 1990   | Polnische Meisterschaften der Junioren | Damendoppel | 1     | Sylwia Rutkiewicz / Sylwia Wiechowska                                   |
| 1991   | Polnische Einzelmeisterschaften        | Damendoppel | 3     | Monika Lipińska / Sylwia Rutkiewicz (Wilga Garwolin / Azs Uw Warszawa)  |
| 1991   | Polnische Meisterschaften der Junioren | Mixed       | 1     | Damian Pławecki / Sylwia Rutkiewicz                                     |
| 1991   | Polnische Einzelmeisterschaften        | Mixed       | 3     | Damian Pławecki / Sylwia Rutkiewicz (Azs Uw Warszawa)                   |
| 1992   | Polnische Meisterschaften der Junioren | Mixed       | 1     | Robert Mateusiak / Sylwia Rutkiewicz                                    |
| 1992   | Polnische Meisterschaften der Junioren | Damendoppel | 1     | Sylwia Rutkiewicz / Monika Lipinska                                     |
| 1992   | Polnische Einzelmeisterschaften        | Damendoppel | 3     | Monika Lipińska / Sylwia Rutkiewicz (Wilga Garwolin / -)                |
| 1992   | Polnische Einzelmeisterschaften        | Mixed       | 2     | Marek Krajewski / Sylwia Rutkiewicz (Polonez Warszawa / -)              |
| 1993   | Polnische Einzelmeisterschaften        | Damendoppel | 3     | Monika Lipińska / Sylwia Rutkiewicz (Polonez Warszawa)                  |
| 1994   | Polnische Einzelmeisterschaften        | Dameneinzel | 3     | Sylwia Rutkiewicz (Polonez Warszawa)                                    |
| 1994   | Polnische Einzelmeisterschaften        | Damendoppel | 1     | Monika Lipińska / Sylwia Rutkiewicz (Polonez Warszawa)                  |
| 1995   | Polnische Einzelmeisterschaften        | Damendoppel | 2     | Monika Lipińska / Sylwia Rutkiewicz (Wilga Garwolin / Polonez Warszawa) |
| 1996   | Polnische Einzelmeisterschaften        | Mixed       | 1     | Robert Mateusiak / Sylwia Rutkiewicz (Polonez Warszawa)                 |
| 1996   | Polnische Einzelmeisterschaften        | Damendoppel | 2     | Sylwia Rutkiewicz / Beata Syta (Polonez Warszawa)                       |
| 1997   | Polnische Einzelmeisterschaften        | Mixed       | 3     | Robert Mateusiak / Sylwia Rutkiewicz (Polonez Warszawa)                 |